# Théorie modèle-complète
En théorie des modèles, une théorie {\displaystyle T} est dite modèle-complète si tout plongement entre modèle de {\displaystyle T} est élémentaire. Cela équivaut à ce que toute formule soit équivalente à une formule universelle, c'est-à-dire que pour toute formule {\displaystyle \phi (x_{1},...,x_{n})}, il existe une formule {\displaystyle \psi (x_{1},...,x_{n},y_{1},...,y_{k})} sans quantificateur, telle que 
{\displaystyle T\vDash \forall x_{1}...\forall x_{n}(\phi (x_{1},...,x_{n})\iff \forall y_{1}...\forall y_{k}\psi (x_{1},...,x_{n},y_{1},...,y_{k}))}
Cette notion a été introduite par Abraham Robinson.

## Théories modèles-compagnes
Une théorie compagnon d'une théorie T est une théorie T* telle que tout modèle de T se plonge dans un modèle de T*, et réciproquement. 
Une théorie modèle-compagne d'une théorie T est une théorie compagnon modèle-complète. Robinson a prouvé qu’une théorie possède au plus une théorie modèle-compagne. Cependant, toutes les théories n'en admettent pas, comme par exemple la théorie des groupes. On dispose néanmoins du critère suivant : si T est {\displaystyle \aleph _{0}}-catégorique (en) (ses modèles dénombrables sont isomorphes), alors elle possède une théorie modèle-compagne.  
Une modèle-complétion d'une théorie T est une théorie modèle-compagne T * tel que pour tout modèle M de T, la théorie de T * augmentée du diagramme de M soient complets. Grossièrement, cela signifie que tout modèle de T peut être plongé dans un modèle de T * d'une unique façon.
Si T * est une théorie modèle-compagnion de T, alors les conditions suivantes sont équivalentes : 
- T * est une modèle-complétion de T
- T a la propriété d'amalgamation (en).

Si T possède également une axiomatisation universelle, les deux propositions ci-dessus sont équivalentes à :
- T * élimine les quantificateurs.

## Exemples
- Une théorie qui élimine les quantificateurs est modèle-complète. La réciproque n'est pas vraie : un contre-exemple est donné par la théorie des corps réels clos dans le langage des anneaux, sans symbole pour l'ordre[5].
- La théorie des corps algébriquement clos est la modèle-complétion de la théorie des corps. Elle est modèle-complète, mais pas complète.
- La modèle-complétion de la théorie des relations d'équivalence est la théorie des relations d'équivalence avec une infinité de classes d'équivalence, chaque classe étant infinie.
- La théorie des corps réels clos, dans le langage des anneaux ordonnés, est une modèle-complétion de la théorie des corps ordonnés.

## Contre-exemples
- La théorie des ordres linéaires denses avec extrémités est complète mais pas modèle-complète.
- La théorie des groupes (dans un langage avec des symboles pour l'unité, le produit et l'inverse) a la propriété d'amalgamation mais n'a pas de théorie modèle-compagnon.